# Spalenschwibbogen

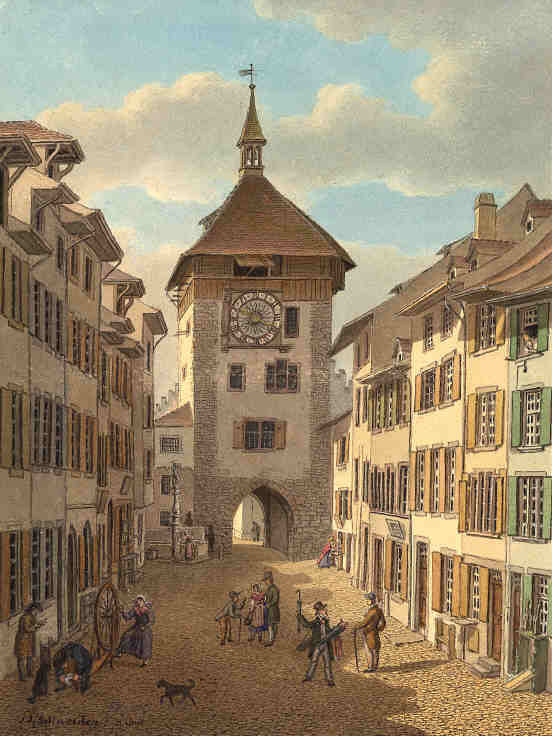
Der Spalenschwibbogen vom Spalenberg aus gesehen (Aquarell, 1838)

Der Spalenschwibbogen (auch Spalenturm oder Inneres Spalentor genannt) ist ein ehemaliges kleines Stadttor der Stadt Basel und früherer Bestandteil der inneren Basler Stadtmauer. Er war der Vorläufer des Spalentors, welches nach der Stadterweiterung weiter aussen gebaut wurde, und wurde 1838 abgerissen.

## Aussehen
Der Spalenschwibbogen, welcher am oberen Ende des Spalenbergs in der um 1080 von Burkhard von Fenis errichteten Stadtmauer stand, war vor dem Bau der Äusseren Stadtmauer die Porte zur Stadt. Er war wahrscheinlich der Nachfolgebau eines alten Tores aus dem 11. Jahrhundert und wurde erstmals 1230 schriftlich erwähnt. 1231 gründeten die Franziskaner direkt vor dem Tor ein Kloster, welches später Gnadental genannt wurde. Zu Beginn verfügte der Schwibbogen über eine Zugbrücke, die wohl nach dem Bau der Äusseren Stadtmauer (1362–1398) durch eine feste Steinbrücke ersetzt wurde, die auch auf dem Vogelschauplan von Matthäus Merian (1615) gut erkannt werden kann. Der eigentliche Schwibbogen bestand aus einem massiven viereckigen Turm, gemauert aus Hausteinen, wobei lediglich ein Teil der zur Stadt gewandten Seite glatt verputzt war.
Der Basler Meister Lawelin, der später auch die Hoffassade des Zeughauses dekorierte, schmückte 1428 den Spalenschwibbogen mit Malereien. 1518 wurde Hans Frank mit weiteren Malereien beauftragt. Spätere Darstellungen zeigen den Torturm mit einem Pyramidendach, welches ein Glockentürmchen auf der Spitze trug. Das oberste Geschoss war mit einem hölzernen Kranz verkleidet, wobei dieser auf der Feldseite als hervorstehende Laube verlief. Im 16. Jahrhundert wurde direkt unter dem Kranz auf beiden Seiten eine Uhr angebracht. Über dem Zifferblatt auf der Stadtseite hatte ein Künstler ein Fenster mit einem herausblickenden Mann auf das Holz gemalt.

## Gefängnisgebrauch
Nach der Fertigstellung des Spalentors blieb der Spalenschwibbogen als Gefängnis in Gebrauch. Die drei Turmgeschosse über dem Torbogen beherbergten sechs so genannte „Gefangenschaften“:
- der Eichenwald für besonders schwere Fälle; war aus Eichenholz-Balken gefertigt.
- der Hexenkäfig und Saal, welche besonders peinigend gewesen sein sollen und die zuoberst im Turm lagen, wo noch Foltergeräte verwahrt wurden.
- das Gewahrsamsstüblein, welches mit einem Ofen versehen war.
- das Herren-Küfer-Stüblein welches einen kleinen Kachelofen aufwies.
- das Hurenkämmerlein für inhaftierte Damen dieses Berufsstandes; wurde als sehr ungesund beschrieben.

Nicht nur Dirnen sassen im Spalenschwibbogen ein, auch Andreas Jamometić, Erzbischof von Kraina zwischen Montenegro und Albanien, wurde im Turm gefangen gehalten; er hatte sich von Papst Sixtus IV. abgewandt und ist nach Basel geflüchtet, ein kaiserlicher Erlass im Dezember 1482 erzwang jedoch seine Verhaftung und Inhaftierung im Spalenschwibbogen. Obschon Sixtus die Auslieferung des Erzbischofs erzwang, blieb dieser weiterhin im Spalenschwibbogen inhaftiert, bis er sich am 12. oder 13. November 1484 erhängte.

## Abriss
1822 hob die Basler Regierung die Gefängnisräume auf. 1837 erwarb der Maurermeister Remigius Merian bei der Versteigerung des Spalenschwibbogens für 7.200 Franken den Bau und liess ihn 1838 abreissen. Die Zifferblätter der Uhren wurden abmontiert und neu am Spalentor angebracht. Der Abriss des Spalenschwibbogens war der Beginn der Beseitigung der mittelalterlichen Befestigungsanlagen in Basel; ein Jahr später wurde das Rheintor, welches an der Rheinbrücke am Grossbasler Ufer stand, niedergerissen.